# 大舘満信
大舘 満信（おおだち みつのぶ）は、室町時代の武将。大舘氏信の長男。子に大館満信、姪に今参局。

## 生涯
大舘氏は代々、室町幕府奉公衆の五番衆番頭を務めた家柄。満信は、将軍・義満、義持、義教、に近侍したが、永享二年正月に義教の不興を買い失脚した。